# Jaroslav Benák
Jaroslav Benák (n. 3 aprilie 1962, Havlíčkův Brod⁠(d), Regiunea Boemia de Est⁠(d), Cehoslovacia) este un jucător de hochei pe gheață ce a reprezentat Cehoslovacia, medaliat olimpic. A participat la o ediție a Jocurilor Olimpice (1984) în care a câștigat o medalie de argint.

## Participări
Lista de mai jos prezintă principalele competiții la care a participat Jaroslav Benák de-a lungul carierei.
- Hokej na ledu na Zimskih olimpijskih igrah 1984[*]